# مستشفى أدينبروك
مستشفى أدينبروك هو مستشفىً تعليمي ومركز أبحاث مشهورٌ دوليًا في كامبريدج بإنجلترا، مع ارتباطاتٍ قويةٍ بجامعة كامبريدج.

## روابط خارجية
- الموقع الرسمي